# Джордж Рийсман
Джордж Джералд Рийсман (на английски: George Gerald Reisman) е американски икономист.

## Биография
Роден е на 13 януари 1937 година в Ню Йорк в еврейско семейство. Завършва икономика в Нюйоркския университет, където през 1963 година защитава докторат под ръководството на Лудвиг фон Мизес. От ранна възраст е свързан с движението на обективизма на Айн Ранд. Преподава икономика в Пепърдайновия университет в Малибу.